# Panzer 38(t)
Panzer 38(t), full beteckning Panzerkampfwagen 38(t), kort Pz.Kpfw 38(t), fordonsnummer SdKfz.140, var en tjeckoslovakisk stridsvagn från 1930-talet konstruerad av Škoda-CKD som ursprungligen hette, beroende på variant, TNH, TNHPS, LTP och LTH. 
Vagnen var från början gjord för export och gjorde bra ifrån sig på exportmarknaden där den bland annat slog ut den samtida svenska exportvagnen L-60 som på pappret var mer modern. Dock så kom vagnen att primärt brukas av Nazityskland då dem tog över Tjeckoslovakien under 1930-talet. Tjeckoslovakien hade planer på att bruka vagnen själva, då under beteckningen var LT-38 men detta kom aldrig att hända.

## Egenskaper
Panzer 38(t) var en konventionell förkrigs-stridsvagn med nitat pansar och motorn placerad bak. Pansaret var inte lutat och varierade i tjocklek från 10 mm till 25 mm i de flesta versioner. På senare modeller (från Ausf E och framåt) ökades detta till 50 mm.
Tornet, som rymde två man, var placerat mitt i vagnen och innehöll som brukligt vagnens huvudvapen, en 37 mm Škoda A7-kanon med 90 granater. Stridsvagnen hade även en 7,92 mm kulspruta till höger om kanonen. En intressant detalj är att denna kulspruta var placerad i en egen kula istället för den gängse koaxiala konstruktionen. Detta betydde att kulsprutan måste riktas separat istället för att riktas tillsammans med kanonen.
Föraren var placerad framme till höger i chassit. Till vänster om föraren fanns en frontmonterad 7,92 mm kulspruta med skytt. Som i de flesta stridsvagnar från 1930-talet så var denne skytt även radioman. Totalt fanns det 2 550 patroner ombord till de två kulsprutorna.
Motorn var placerad bak i chassit och drev stridsvagnen genom en växellåda med fem växlar fram och en back. Drivhjulet var placerat fram. Vagnen hade fyra gummibeklädda bärhjul på var sida och två stödrullar. Hjulen var monterade i par på bladfjädrade boggier.

## Utveckling
Under 1935 undersökte den tjeckoslovakiska stridsvagnstillverkaren ČKD möjligheterna till en ersättare till LT-35 som man tillverkade tillsammans med Škoda. LT-35:an var komplex och hade brister och ČKD ansåg att det fanns möjligheter till beställningar från den expanderande tjeckoslovakiska armén och till export.
ČKD beslutade att vagnen skulle ha fyra stora bärhjul och en fjädring som utåt sett liknade Christies fjädring, men i realiteten var en vanlig bladfjädring. I övrigt hade vagnen mycket gemensamt med LT-35.
Resultatet av utvecklingen var en hyfsad stridsvagn som också blev en exportsuccé: 24 såldes till Peru och lika många till Schweiz. Även Litauen beställde ett antal. Storbritannien hade en stridsvagn för utvärdering men inget köp gjordes.
Den första juli 1938 beställde tjeckoslovakiska armén 150 vagnar av modell TNHPS, men ingen av dessa hade trätt i tjänst när Tyskland ockuperade Tjeckoslovakien 1938. Efter tyskarnas övertagande beordrades fortsatt produktion av vagnen eftersom den ansågs vara utmärkt, särskilt jämfört med Panzer I och Panzer II som var PanzerWaffes huvudsakliga stridsvagnsmodeller. Produktionen av vagnen fortsatte för tysk räkning fram till 1942 och uppgick till över 1 400 exemplar. Ett antal vagnar såldes till Tysklands allierade; Ungern (102), Slovakien (69), Rumänien (50) och Bulgarien (10). I tysk tjänst agerade Panzer 38(t) som ett komplement till Panzer III.
Ett modifierat chassi från Panzer 38(t) blev basen för ett antal självgående kanoner och pansarvärnskanonvagnar inklusive den mycket framgångsrika tyska Jagdpanzer 38(t) Hetzer.
Tillverkningen av Panzer 38(t) upphörde 1942, mycket på grund av att tornet var för litet för att kunna utrusta med en tillräckligt kraftig kanon som behövdes för att kunna penetrera modernare stridsvagnar. Chassit hade dock visat sig så pålitligt att tornlösa varianter fortsatte byggas med ny överbyggnad för vapen. Infanterikanoner, pansarvärnskanoner och  luftvärnskanoner monterades framgångsrikt på chassit. En svensk variant Sav m/43, fanns i tjänst fram till 1970.

## Varianter
- TNHP Första exportversionen. 50 vagnar såldes till Iran.
- LTP exportversion såld till Peru.
- LTH exportversion såld till Schweiz.
- LT vz. 38 Tjeckoslovakiska arméns beteckning. 150 stridsvagnar beställdes i juli 1938, Münchenöverenskommelsen kom att fördröja tillverkningen så mycket att inga vagnar hann levereras till Tjeckoslovakien. Efter den tyska ockupationen av Böhmen-Mähren färdigställdes de 150 ofärdiga vagnarna för Tysklands räkning från maj till november 1939 som Panzer 38(t) Ausf A. 59 vagnar användes av 3. leichte Division under invasionen av Polen.[1]
- Panzer 38(t) Ausf B-D Nytillverkning för tysk räkning. Endast mindre skillnader mot Panzer 38(t) Ausf A. Totalt tillverkades 325 stycken från januari till november 1940. Vagnarna användes av 7. Panzer-Division och 8. Panzer-Division under Slaget om Frankrike.[2]
- Panzer 38(t) Ausf E-F Efter erfarenheterna under det polska fälttåget så såg man ett behov av tjockare frontpansar, en extra 25 mm tjock plåt nitades fast på det ursprungliga 25 mm tjocka frontpansaret. Totalt tillverkades 525 stycken från november 1940 till oktober 1941.[2]
- Panzer 38(t) Ausf S Före den tyska ockupationen av Böhmen-Mähren beställde Sverige 90 stycken TNH-SV, men under våren 1940 beslutade Tyskland att beslagta serien. De 90 vagnarna tillverkades slutligen mellan maj och december 1941. Huvuddelen av vagnarna exporterades till Slovakiska republiken som använde dom i sin Mobila division på den södra delen av östfronten.[3]
- Panzer 38(t) Ausf G Den slutgiltiga tyska versionen av stridsvagnen med solitt 50 mm tjock frontpansar. Totalt tillverkades 321 stycken från oktober 1941 till juni 1942.[3]
- Strv m/41 version licensbyggd i Sverige.
- Sav m/43 infanterikanonvagn baserad på chassit, licensbyggd i Sverige.
- SdKfz 138 Marder III utrustad med sovjetisk 75 mm kanon i öppen överbyggnad.
- SdKfz 139 Marder III utrustad med sovjetisk 76,2 mm kanon i öppen överbyggnad.
- SdKfz 138/1 Grille utrustad med tysk 150 mm infanterikanon, även som ammunitionsbärare.
- SdKfz 140 Flakpanzer 38(t) utrustad med 20 mms luftvärnskanon.
- SdKfz 140/1 spaningvagn.
- SdKfz 141/1 spaningsvagn med 20 mm kanontorn från SdKfz 231.
- Jagdpanzer 38(t) Hetzer pansarvärnskanonvagn med en 75 mm L/48-kanon.
- G-13 Schweizisk benämning på Hetzer som såldes till Schweiz av Tjeckoslovakien efter kriget.

## Användning
Panzer 38(t) gjorde bra ifrån sig under  invasionen av Polen 1939 och  slaget om Frankrike 1940. Den användes också under Operation Barbarossa från 1941, med blev snart utklassad av bland annat den sovejtiska T-34an. Vagnen fick göra fortsatt tjänst som spaningsvagn och bekämpning av partisaner under en tid.
FlakPanzer 38(t) blev ingen succé då den var för lätt beväpnad och lätt bepansrad. De grovkalibriga kulsprutorna på allierade jaktflygplan slog lätt igenom pansaret på vagnen.
Pansarvärnskanonvagnarna Hetzer och Marder blev mycket framgångsrika i sin roll, särskilt Hetzern. 2 584 vagnar av denna modell producerades under kriget och tillverkningen fortsatte efter kriget för Tjeckoslovakiens räkning. 158 nyproducerade vagnar inköptes av Schweiz efter kriget och tjänstgjorde fram till 1960-talet.
Tornen som blev över när Panzer 38(t) konverterades till pv-kanonvagn eller annat användes i fasta försvarsställningar i sydvästra Europa, Östfronten, Norge, Italien och Danmark. Några få torn hamnade i Atlantvallen.